# Bełżec (gromada)
Bełżec – dawna gromada, czyli najmniejsza jednostka podziału terytorialnego Polskiej Rzeczypospolitej Ludowej w latach 1954–1972.
Gromady, z gromadzkimi radami narodowymi (GRN) jako organami władzy najniższego stopnia na wsi, funkcjonowały od reformy reorganizującej administrację wiejską przeprowadzonej jesienią 1954 do momentu ich zniesienia z dniem 1 stycznia 1973, tym samym wypierając organizację gminną w latach 1954–1972.
Gromadę Bełżec z siedzibą GRN w Bełżcu ("A") utworzono – jako jedną z 8759 gromad na obszarze Polski – w powiecie tomaszowskim w woj. lubelskim na mocy uchwały nr 16 WRN w Lublinie z dnia 5 października 1954. W skład jednostki weszły obszary dotychczasowych gromad Bełżec A, Bełżec B i Brzeziny ze zniesionej gminy Bełżec, miejscowość Żyłka wieś z dotychczasowej gromady Żyłka ze zniesionej gminy Jarczów oraz miejscowości Szalenik kol. i Święć wieś (obecnie Święcie) z dotychczasowej gromady Lubycza Kameralna ze zniesionej gminy  Lubycza Królewska w powiecie tomaszowskim w woj. lubelskim, a także przysiółek Chyże z dotychczasowej gromady Kadłubiska ze zniesionej gminy Lipsko w powiecie lubaczowskim w woj. rzeszowskim. Dla gromady ustalono 27 członków gromadzkiej rady narodowej.
Gromada przetrwała do końca 1972 roku, czyli do kolejnej reformy gminnej. 
1 stycznia 1973, na okres 19 lat, Bełżec utracił funkcje administracyjne. Powrócił do nich dopiero 1 stycznia 1992 kiedy to w woj. zamojskim reaktywowano gminę Bełżec (od 1999 gmina Bełżec znajduje się ponownie w powiecie tomaszowskim w woj. lubelskim).